# Servaea villosa
Servaea villosa är en spindelart som först beskrevs av Eugen von Keyserling 1881.  Servaea villosa ingår i släktet Servaea och familjen hoppspindlar. Inga underarter finns listade i Catalogue of Life.